# 夜刀神
夜刀神亦稱為夜刀之神，乃是日本傳說中的蛇神，為土著神（原住民之神），見載於日本地方志《常陸國風土記》中。相傳夜刀神是一條長有銳角的長蛇，見過祂便會招致滅族之禍，是為人類帶來災禍的蛇神。

## 概要
神名中的「（日語）やと」具有「谷」之意，亦即山谷或蘆葦塘之類的地勢，代表夜刀神多出沒於此地帶。

### 箭括麻多智
據《常陸國風土記》所載，在常陸一帶的新闢田地間常出現為數甚多的蛇群（也就是夜刀神）作惡，妨礙農務。這些夜刀神有著像蛇一般的身軀，頭上長有尖角，往往率群而來；且據說當人類目擊夜刀神的話，其家門必會破亡，甚至子孫滅絕。當時，有一位名為箭括麻多智之人想要在此地開墾，遂打殺驅逐夜刀神直至高山之下。後來他在山腳與農村之間豎立標記，向蛇群表示：「此山上乃眾夜刀神的領域，山下農田則屬於老百姓的工作範圍。今後我輩將對眾神奉祀有加，且世代敬祭，只祈求眾神莫對我輩怨恨。」於是麻多智設立愛宕神社以祭祀這些夜刀神，並將此習俗代代相傳，至今不絕。

### 壬生連麿
孝德天皇時期，茨城國造壬生連麿（或稱壬生連麻呂）割茨城地八里、合七百餘戶另置立方郡。壬生連麿命人佔有山谷土地，並在池塘旁築堤；此舉引起夜刀神再次聚集起來。壬生連麿知道此事後便大聲說道：「我之所以要修建此池，乃是為了百姓的生活著想，究竟是什麼神祇不服從天皇教化？」他更下令給役工，倘若在池邊看到任何蛇蟲鼠蟻、小魚雜物，儘管隨意施殺。結果這批夜刀神果然隱匿起來，不敢為害；而這方池塘今號「椎井」。

## 解說
箭括麻多智豎立標記，區隔人類與神靈生活的界線，達到兩造相安無事的境界。一般夜刀神為水神的表徵，人類開墾山林原野而發展農業稻作，故祭祀夜刀神乃是為了祈求水利順遂。《茨城縣史》作者志田諄一認為，《常陸國風土記》編纂者（通說是以藤原宇合為主的作者群）受到濃厚的儒教思想影響，將在地的「舊聞軼事」改以儒教化、合理化地改寫。既然傳說見了夜刀神會招致滅族，顯見此神祇是跟農耕息息相關的國魂神。《常陸國風土記》所載之箭括麻多智為了開墾新土地，教導人民祭祀夜刀神，而掌管祭祀的內容即是受到儒教影響。至於身為國造的壬生連麿，其職務便是祭祀國魂神，祈求該地農獲豐收。豈料壬生連麿向夜刀神叫囂，其實象徵著斥責不崇敬當地國魂神的郡司。